# The Three Swordsmen
Pour plus de détails, voir Fiche technique et Distribution.
The Three Swordsmen (刀劍笑, Dao jian xiao) est un wuxia hongkongais réalisé par Taylor Wong et sorti en 1994 à Hong Kong.
Il totalise 3 545 666 HK$ de recettes au box-office.

## Synopsis
Avant la compétition pour le titre de meilleur au monde entre Ming-kim (Brigitte Lin) et Siu Sam-siu (Andy Lau), ce-dernier est piégé par la chef de la secte Ming Lau Fah, Ku Choi-yee (Yu Li), qui l'accuse de meurtre. Il est par la suite découvert que Ku s'était arrangée avec Siu Sam-siu pour aider Ming-kim, qu’elle admire, à gagner le titre du plus grand du monde. Après que son complot ait été révélé au grand jour, Ku enlève la maîtresse de Siu Sam-siu, Papillon (Lisa Tung), et le force à se battre avec Ming-kim, puis plus tard, elle se suicide par désespoir. Afin de sauver sa maîtresse, Siu Sam-siu, blessé, doit se battre dans un duel où il a peu de chances de gagner.

## Fiche technique
- Titre original : 刀劍笑
- Titre international : The Three Swordsmen
- Réalisation : Taylor Wong
- Scénario : Sze Mei-yee et Lee Sai-hung
- Photographie : Chow Kei-seung et Chow Kim-ming
- Montage : Ma Chung-yiu et Chu San-kit
- Musique : Alan Kwok
- Production : Liu Kin-fat
- Société de production : Wing Fat Film Production et Hang Chi Production
- Pays d'origine :  Hong Kong
- Langue originale : cantonais
- Format : couleur
- Genre : wuxia
- Durée : 86 minutes
- Dates de sortie :
  -  Hong Kong : 25 août 1994

## Distribution
- Andy Lau : Siu Sam-siu
- Brigitte Lin : Ming-kim
- Elvis Tsui : Wang-to
- Yu Li : Madame Ku Choi-yee
- Siqin Gaowa (en) : la mère de Ming-kim
- Leung Sze-ho : Prince
- Lisa Tung : Papillon
- Cao Ying : Hung Yip
- Kan Tak-mau
- Chiu Chin
- Choi Chin
- Wong Chung-yuk